# Stadl (Wurmsham, Wurmsham)
Stadl ist ein Gemeindeteil der Gemeinde Wurmsham im Landkreis Landshut in Niederbayern.

## Geographie
Die Einöde liegt in der Gemarkung Wurmsham, einen Kilometer nördlich vom Hauptort der Gemeinde. Der Ort trägt die Teilgemeindekennziffer 72. Es besteht ein weiterer Ort Stadl in der Gemeinde Wurmsham, der in der Gemarkung Pauluszell liegt und die Teilgemeindekennziffer 71 hat.